# Прекоре
Прекоре (на словенски: Prekorje) е село в Словения, Савински регион, община Целе. Според Националната статистическа служба на Република Словения през 2015 г. селото има 369 жители.